# Arnold Layne
Arnold Layne is de debuutsingle van de Britse rockband Pink Floyd uit 1967 en is geschreven door zanger Syd Barrett.

## Achtergrond
Het titelkarakter van een nummer is een travestiet die vaak vrouwelijke kleren en ondergoed van waslijnen steelt. Volgens Roger Waters was het nummer gebaseerd op een echte persoon: 
Zowel mijn moeder als die van Syd hadden studenten als huurders omdat er een meisjesschool verderop in de straat stond, dus waren er constant bh's en onderbroeken op onze waslijnen en 'Arnold' of wie hij ook mocht zijn had delen van onze waslijnen.
Het nummer duurde vaak tien tot vijftien minuten tijdens liveoptredens, met verlengde instrumentale passages. De band wist echter dat het nummer moest worden ingekort tot drie minuten om als single uitgebracht te kunnen worden.
Hoewel opgenomen op een 4-sporen recorder bestaat er geen echte stereo-mix van het nummer.

## Videoclip
Een zwart-witte promotionele film voor "Arnold Layne" werd gemaakt aan het eind van februari 1967 en geregisseerd door Derek Nice. In de video zijn de leden van de band te zien die een mannequin verkleden voordat ze deze naar een strand brachten. Deze videoclip, die £2000 kostte, zou worden uitgezonden op Top of the Pops, maar dit werd geannuleerd nadat het nummer uit de hitlijsten verdween. Op 29 april 1967 werd een nieuwe videoclip gemaakt vlak bij de St Michael's Church in Highgate. Het bevat de enige bekende beelden waarin Barrett het nummer playbackt.

## Muzikanten
- Syd Barrett: leadzang, elektrische gitaar, akoestische gitaar
- Richard Wright: Farfisa-orgel, achtergrondzang
- Roger Waters: basgitaar
- Nick Mason: drums

## Tracklijst
- Beide nummers geschreven door Syd Barrett.

1. "Arnold Layne" - 2:57
2. "Candy and a Currant Bun" - 2:38

## Hitnoteringen
In 1971 behaalde "Arnold Layne" de hitlijsten in Nederland met "If" op de B-kant.

### Nederlandse Top 40
| Hitnotering: 13-02-1971 t/m 27-02-1971 | Hitnotering: 13-02-1971 t/m 27-02-1971 | Hitnotering: 13-02-1971 t/m 27-02-1971 | Hitnotering: 13-02-1971 t/m 27-02-1971 | Hitnotering: 13-02-1971 t/m 27-02-1971 |
| Week:                                  | 1                                      | 2                                      | 3                                      |                                        |
| -------------------------------------- | -------------------------------------- | -------------------------------------- | -------------------------------------- | -------------------------------------- |
| Positie:                               | 36                                     | 30                                     | 35                                     | uit                                    |

### Nationale Hitparade top 50 /Single Top 100
| Hitnotering: 20-02-1971 t/m 27-02-1971 | Hitnotering: 20-02-1971 t/m 27-02-1971 | Hitnotering: 20-02-1971 t/m 27-02-1971 | Hitnotering: 20-02-1971 t/m 27-02-1971 |
| Week:                                  | 1                                      | 2                                      |                                        |
| -------------------------------------- | -------------------------------------- | -------------------------------------- | -------------------------------------- |
| Positie:                               | 24                                     | 24                                     | uit                                    |

### NPO Radio 2 Top 2000
| Nummer met noteringen in de NPO Radio 2 Top 2000 | '09  | '10  | '11  | '12  | '13  | '14  | '15  | '16 | '17  |
| ------------------------------------------------ | ---- | ---- | ---- | ---- | ---- | ---- | ---- | --- | ---- |
| Arnold Layne                                     | 1073 | 1298 | 1178 | 1298 | 1157 | 1322 | 1612 | -   | 1945 |

1. ↑  Een '-' betekent dat het nummer niet was genoteerd en een vetgedrukt getal geeft de hoogste notering aan.
2. ↑  2009 was het eerste jaar met een notering voor dit nummer.
3. ↑  Deze tabel is bijgewerkt tot en met de laatste editie (2024).

## Liveversie David Gilmour
David Gilmour zong het nummer onverwacht op zijn solotournee ter promotie van zijn album On an Island tussen 17 april en 31 mei 2006, kort voor het overlijden van Barrett. Deze versie van het nummer werd gezongen door Richard Wright.
Na het overlijden van Barrett, in juli 2006, verschenen op 26 december 2006 twee liveversies van het nummer tijdens de show in de Royal Albert Hall op single en bereikte de negentiende plaats in het Verenigd Koninkrijk naast een tweede plaats in Italië en een zevende positie in Denemarken. Een van de versies had gastvocalen van David Bowie. Beide versies staan op de dvd Remember That Night van Gilmour, met Bowies versie op disc 1 en Wrights versie als bonusnummer op disc 2.

### Tracklijst
1. "Arnold Layne" (met David Bowie) - 3:30
2. "Arnold Layne" (met Richard Wright) - 3:23
3. "Dark Globe" - 2:23

### Muzikanten
- David Gilmour: Fender Telecaster, achtergrondzang (tracks 1-2), akoestische gitaar, leadzang (track 3)
- Richard Wright: orgel (tracks 1-2), achtergrondzang (track 1), leadzang (track 2)
- David Bowie: leadzang (track 1)
- Jon Carin: keyboard, achtergrondzang (tracks 1-2)
- Phil Manzanera: gitaar, achtergrondzang (tracks 1-2)
- Steve DiStanislao: drums (tracks 1-2)
- Guy Pratt: basgitaar, achtergrondzang (tracks 1-2)

## Optreden in 2007
Op 10 mei 2007 trad Pink Floyd, met David Gilmour, Nick Mason en Richard Wright, op tijdens de herdenking aan Syd Barrett in The Barbican in Londen, georganiseerd door Joe Boyd. Dit was tevens het laatste concert van Wright. Aan het eind van de show werd de band aangekondigd als verrassingsgast en Wright zong "Arnold Layne" voor een laatste keer. Dit was ook het laatste liveoptreden van Pink Floyd, aangezien Gilmour zich ging concentreren op zijn solocarrière, Mason op zijn activiteiten in de autosport, terwijl Wright op 15 september 2008 overleed.
Nummers van Pink Floyd